# Leonid Sharayev
Leonid Sharayev (transliteração em ucraniano:  Леоні́д Гаври́лович Шара́єв,  Krasny Mayak, 12 de abril de 1935 - Kiev, 13 de dezembro de 2021) foi um operário e político soviético-ucraniano.

## Biografia
Leonid Sharayev nasceu no ano de 1935 em Krasny Mayak, região rural de Odessa, na República Socialista Soviética da Ucrânia, momento histórico em que a Ucrânia, integrou a União Soviética. Atuou em diversas funções como operário na Fábrica de Construção Naval do Mar Negro.
Desde a década de 1960 integrou o comitê regional do Komsomol da Ucrânia como primeiro secretário. Sua passagem pelo cargo é vista como exitosa de acordo com alguns índices econômicos, com sua gestão o volume bruto da produção industrial em 1990 em comparação com 1980 aumentou 2,7 vezes, o volume médio anual da produção agrícola na região aumentou em um terço além de um considerável processo de industrialização e expansão de linha férrea na região.
De outubro de 1980 a maio de 1990 foi o primeiro secretário do Comitê Regional do Oblast de Mykolaiv do Partido Comunista da Ucrânia (KPU). Após a dissolução da União Soviética, atuou até o ano de 2010 como vice-líder da comunidade de Nikolaev de Kiev - cargo informal não vinculado a política institucionalizada.

### Morte
Sharayev morreu em Kiev, capital da Ucrânia, aos oitenta e seis anos de idade. Apesar de pessimista com o cenário vivido pelo mundo em seus últimos anos, Sharayev declarou que "é muito importante que todos se unam, e nós, ucranianos, não nos dividimos em ocidentais e orientais, mas fazemos o nosso melhor para defender nossa integridade territorial, independência e liberdade.”